# De Westhoek (natuurreservaat)

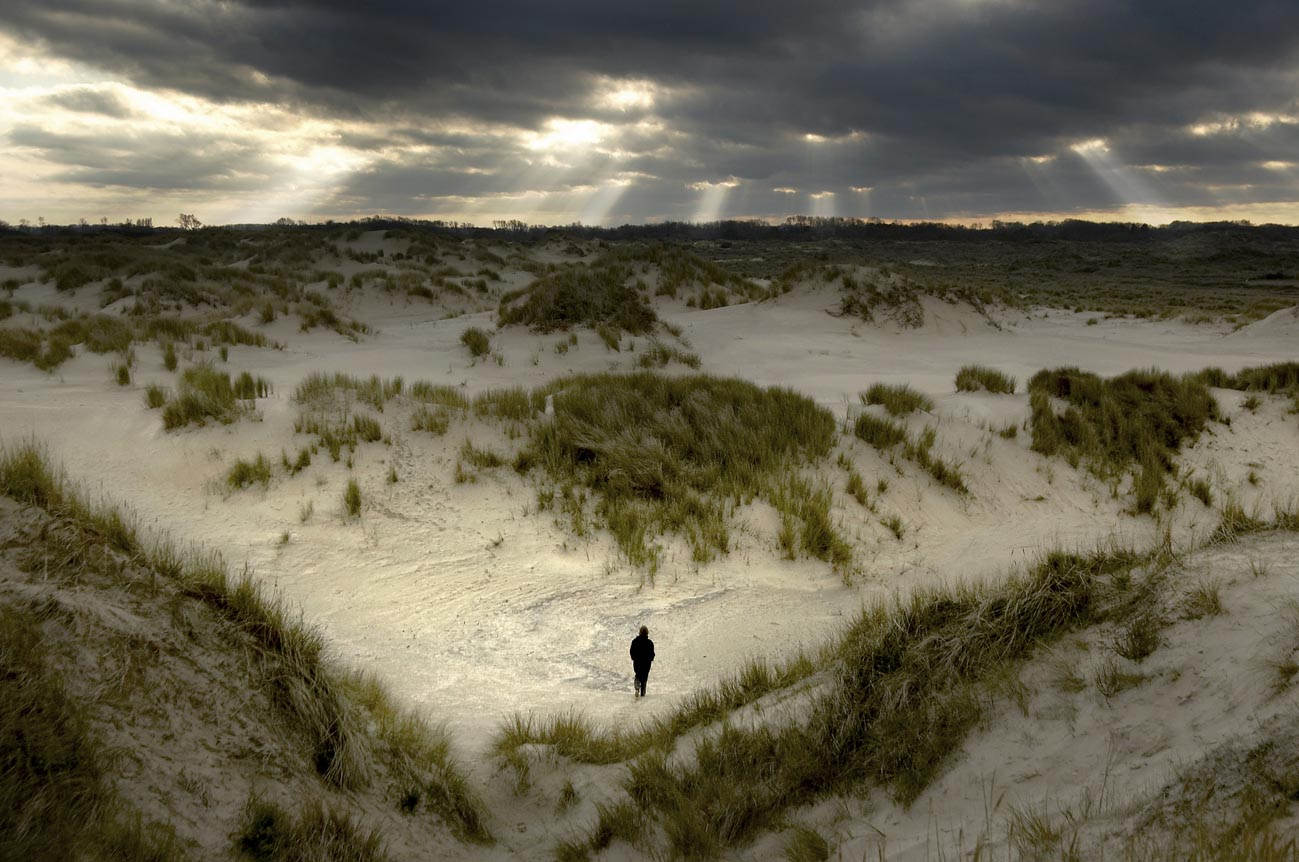
Stuifduin bij valavond

De Westhoek is een natuurreservaat in de Belgische kustgemeente De Panne, in de streek De Westhoek. Het gebied is eigendom van het Vlaams Gewest en wordt beheerd door het Agentschap voor Natuur en Bos dat deel uitmaakt van het Ministerie van Leefmilieu, Natuur en Energie.

## Situering
Het reservaat ligt ingesloten tussen de Noordzee in het noorden, de Franse/Belgische grens in het westen, de N386 (Duinhoekstraat) in het zuiden en in het oosten ten slotte het Calmeynbos en de bebouwing van De Panne.
Het reservaat strekt zich uit over een oppervlakte van 340 à 345 ha en maakt deel uit van het grootste aaneengesloten duingebied van de Vlaamse kust. Het vormt samen met de Krakeelduinen, het Calmeynbos, de Oosthoekduinen en de Franse duinen van Le Perroquet (225 ha) een uitzonderlijk natuurgebied. De Westhoek (vaak verward met de gelijknamige regio in zuidelijk West-Vlaanderen) is al sinds 1935 als landschap beschermd en heeft sinds 1957, samen met de Hoge Venen, het statuut van staatsnatuurreservaat. Het is daarom het oudste Vlaams staatsnatuurreservaat. Het gebied is Europees beschermd als onderdeel van Natura 2000-gebied 'Duingebieden inclusief IJzermonding en Zwin' (BE2500001).

## Landschappelijke opbouw
Het natuurreservaat beslaat het meest gaaf gebleven zeeduinlandschap van de Vlaamse kust. Men kan er het dynamische proces van duinvorming in de verschillende stadia van ontwikkeling waarnemen. Dit resulteert in duinlandschappen met een zeer uiteenlopende ouderdom, vorm en begroeiing. Min of meer evenwijdig met de kustlijn kunnen van noord naar zuid volgende zones worden onderscheiden: het strand, de voorduinen, de noordelijke pannengordel, het centraal stuifduin (de Romeinse vlakte), de zuidelijke pannengordel en ten slotte de binnenduinen.

### Strand
Het hoogste deel van het strand behoort eveneens tot het natuurreservaat. Het nat strand komt bij elke vloed onder water, het droog strand wordt enkel overstroomd bij spring- of stormvloeden. Op het droog strand, tegen de voorduinen aan, kunnen zich embryonale duinen vormen die meestal gestimuleerd worden door rijshouthagen.

### Voorduinen
Onmiddellijk aansluitend bij het strand vormt een smalle gordel van half gestabiliseerde, halfhoge duinen de natuurlijke zeewering. Om erosie tegen te gaan werd er een kunstmatige versterking in de vorm van een betondijk geplaatst. Twee slufters geven sinds 2004 de zee weer op beperkte schaal toegang tot de voorduinen. Ze werden mogelijk doordat de betondijk plaatselijk te verwijderen en te vervangen door brugjes.

### Noordelijke pannengordel
Zuidwaarts van de voorduinen is over een brede zone het zand weggestoven tot nabij het grondwater, waarbij grote pannen of duinvalleien werden gevormd, afgewisseld met lage duinruggen. Deze zone is hoofdzakelijk jonger dan honderd jaar en breidt zich langzaam uit naar het zuidoosten. Zij is momenteel  begroeid met middelhoge struwelen, afgewisseld met soortenrijke duingraslanden en dwergstruwelen.

### Centraal stuifduin
Centraal in het reservaat bevindt zich een indrukwekkend stuivend duin van meer dan 100 ha. Het wordt de Romeinse Vlakte genoemd. Deze enorme zandmassa verplaatst zich door de overheersende zuidwesten wind in oostelijke richting met een snelheid van 5 tot 10 meter per jaar. De open vlakte is echter meer en meer aan het toegroeien.

### Zuidelijke pannengordel

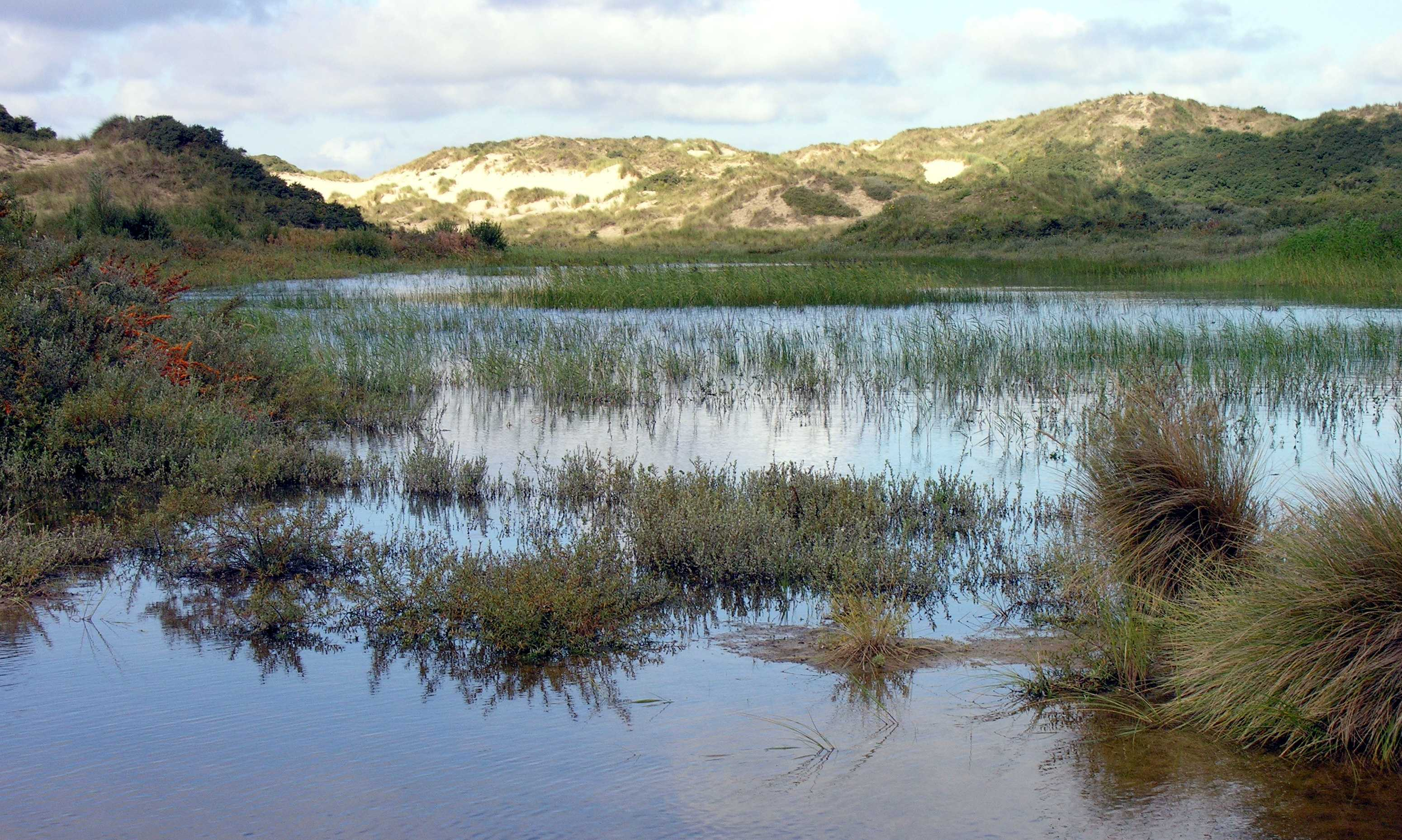
Duinpanne "Het Zwarte Dal"

Het centrale loopduin overstuift langzaam een zuidelijke pannenzone, onderbroken door een paraboolvormige duinrug. Deze pannen zijn vele honderden jaren ouder en meer ontkalkt dan de noordelijke pannengordel. Zij zijn begroeid met hoge gemengde struwelen, jong duinbos en beweide graslandvegetaties. Grote delen zijn momenteel  sterk verdroogd door waterwinning.

### Binnenduinen
Langsheen de zuidgrens situeert zich een smalle en vrij oude duinengordel. Er zijn zowel lage als hoge duinrichels, oude akkertjes, kleine pannetjes als afgezande terreinen te vinden. De redelijk steile rand naar de polder toe werd al vroeg met bomen en struiken beplant. Verder bestaat deze zone uit mosduinen, graslanden, diverse struwelen en spontaan gevormde bosjes.